# Demografie van Turkije
Op 31 december 2019 telde Turkije 83.154.997 inwoners, waarvan 41.721.136 mannen en 41.433.861 vrouwen. Sinds 31 december 2018 is de bevolking met 1.151.115 personen toegenomen, oftewel 1,39%. 
| Turkije    |            |             |
| Demografie | Demografie | Demografie  |
| ---------- | ---------- | ----------- |
| Jaar       | Bevolking  | Toename (%) |
| 1927       | 13.648.987 | -           |
| 1935       | 16.158.567 | 2,29        |
| 1940       | 17.821.543 | 2,05        |
| 1945       | 18.790.987 | 1,08        |
| 1950       | 20.947.155 | 2,29        |
| 1955       | 24.065.543 | 2,97        |
| 1960       | 27.755.532 | 3,06        |
| 1965       | 31.391.651 | 2,62        |
| 1970       | 35.605.653 | 2,68        |
| 1975       | 40.348.789 | 2,66        |
| 1980       | 44.737.321 | 2,17        |
| 1985       | 50.664.654 | 2,64        |
| 1990       | 56.473.653 | 2,29        |
| 2000       | 67.804.543 | 2,00        |
| 2010       | 73.722.988 | 1,60        |
| 2015       | 78.741.053 | 1,34        |
| 2019       | 83.154.997 | 1,39        |

Istanboel is met 15.519.267 inwoners de grootste provincie qua inwonersaantal, gevolgd door Ankara met 5.639.076 inwoners, İzmir met 4.367.251 inwoners, Bursa met 3.056.120 inwoners en Antalya met 2.511.700 inwoners.

## Bevolkingsontwikkeling
Op 28 oktober 1927 vond de eerste officiële telling in de republiek Turkije plaats. Er werden toen 13.648.987 inwoners geteld. Op 31 december 2019, ruim 92 jaar later, werden er 83.154.997 inwoners geregistreerd (een verzesvoudiging). Vooral in de periode 1955 tot 1975 nam de bevolking in een snelle tempo toe, vanwege de stijgende levensverwachting gecombineerd met hoge geboortecijfers en dalende kindersterftes.

## Leeftijdsopbouw
Turkije heeft, samen met Kosovo en IJsland, de jongste bevolking in Europa. In 2018 was 23,6% van de bevolking tussen de 0 en 14 jaar oud, terwijl dit aandeel in Nederland (16,1%) en België (17,0%) veel lager was. Het aandeel 65-plussers in de bevolking was 8,5%, ruim de helft vergeleken met het aandeel in Nederland (18,9%) en België (18,7%). Desalniettemin is ook in Turkije een trend van ontgroening en vergrijzing gaande (zie: tabel). Het percentage kinderen tot de leeftijd van 15 was in de periode 1935-1975 vrij stabiel en schommelde rond de 40%. Vanaf 1975 begon het aandeel kinderen in de bevolking te dalen. Begin 21e eeuw vormden kinderen bijna 30% van de bevolking, maar 20 jaar later is dit gedaald tot 23%. Het percentage 65-plussers begon met name na 1990 in een snelle tempo toe te nemen. Zo verdubbelde het percentage 65-plussers van 4,3% in 1990 naar 8,5% in 2018.
| Leeftijdsopbouw door de jaren heen | Leeftijdsopbouw door de jaren heen | Leeftijdsopbouw door de jaren heen | Leeftijdsopbouw door de jaren heen | Leeftijdsopbouw door de jaren heen | Leeftijdsopbouw door de jaren heen |
| ---------------------------------- | ---------------------------------- | ---------------------------------- | ---------------------------------- | ---------------------------------- | ---------------------------------- |
| Jaar                               | 0-14                               | 15-64                              | 65+                                | Totaal                             |                                    |
| 1935                               | 41,3                               | 54,7                               | 4,0                                | 100,00                             |                                    |
| 1955                               | 39,5                               | 57,1                               | 3,4                                | 100,00                             |                                    |
| 1965                               | 41,9                               | 54,1                               | 4,0                                | 100,00                             |                                    |
| 1975                               | 40,6                               | 54,8                               | 4,6                                | 100,00                             |                                    |
| 1985                               | 37,6                               | 58,2                               | 4,2                                | 100,00                             |                                    |
| 1990                               | 34,6                               | 61,1                               | 4,3                                | 100,00                             |                                    |
| 2000                               | 29,8                               | 64.4                               | 5,7                                | 100,00                             |                                    |
| 2010                               | 25,6                               | 67,1                               | 7,2                                | 100,00                             |                                    |
| 2018                               | 23,6                               | 67,9                               | 8,5                                | 100,00                             |                                    |
| 2019                               | 23,1                               | 67,8                               | 9,1                                | 100,00                             |                                    |

Eind 2019 was de gemiddelde inwoner 32,4 jaar oud, een toename van 4,2 jaar vergeleken met 2007. Mannen waren gemiddeld 31,7 jaar oud (+4 jaar) en vrouwen waren gemiddeld 33,1 jaar oud (+4,3 jaar). De bevolking is het oudst in de provincie Sinop (40,8 jaar), gevolgd door Balıkesir (40,2 jaar) en Giresun (39,9 jaar). Daarentegen is de bevolking het jongst in de provincies in het (zuid)oosten van het land, zoals Şanlıurfa (20,1 jaar), Sirnak (20,9 jaar) en Ağrı (21,8 jaar).

## Vruchtbaarheidscijfer

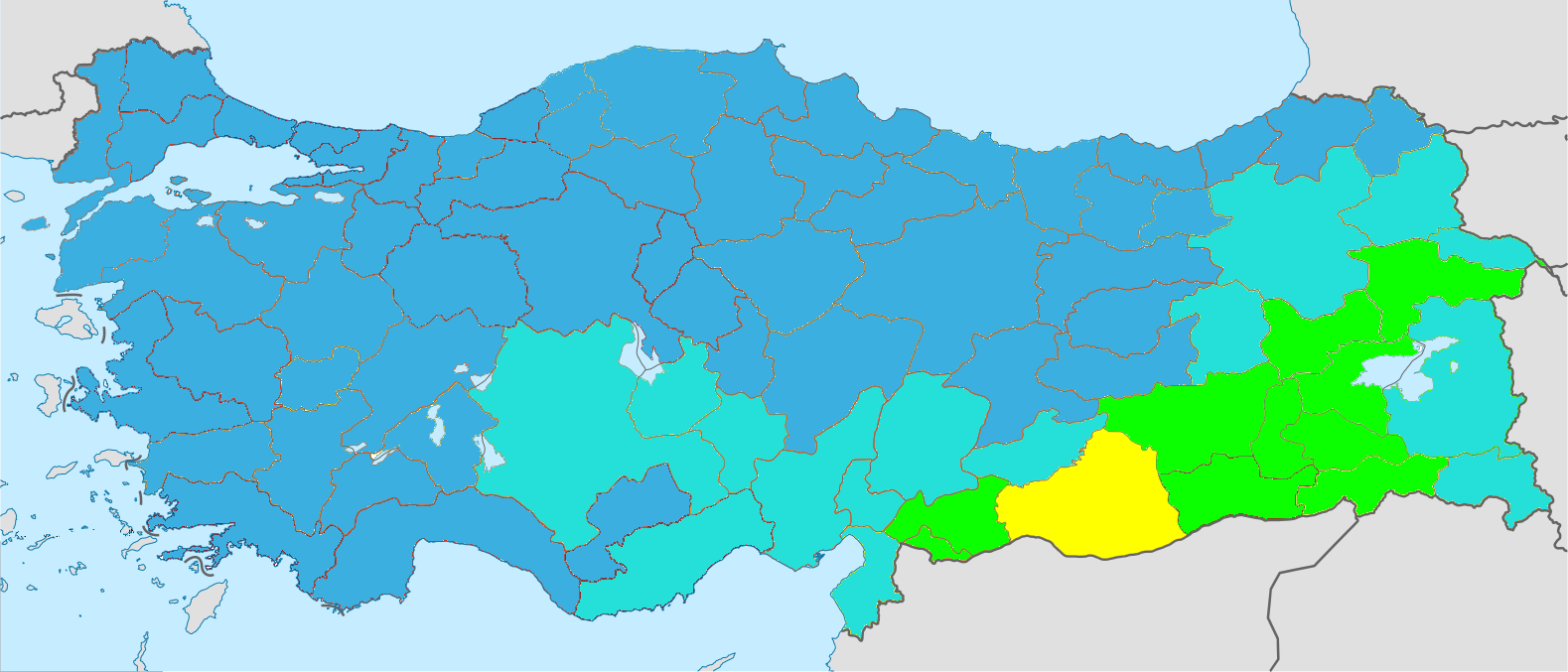
Vruchtbaarheidscijfer in Turkije per provincie (2024)
3 – 4
2 – 3
1.5 – 2
1 – 1.5

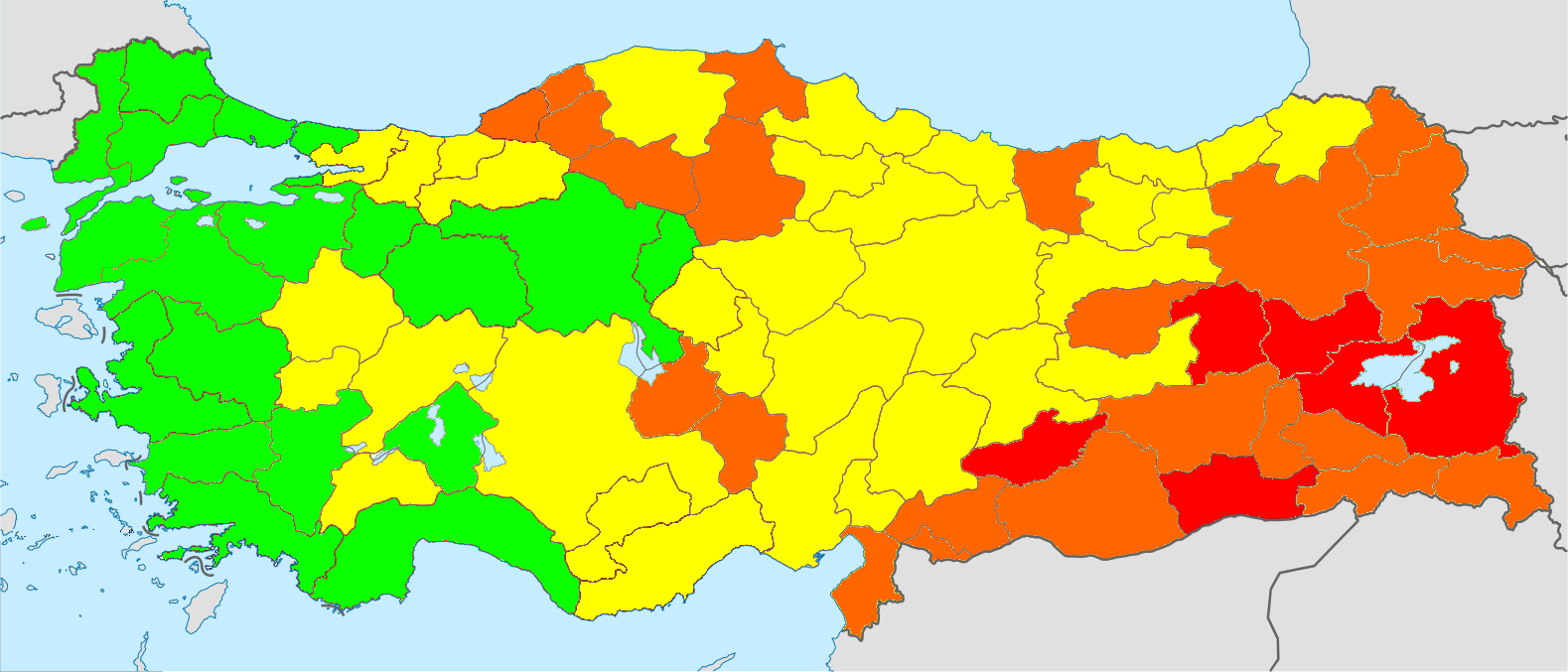
Vruchtbaarheidscijfer in Turkije per provincie (1980)
5 – 6
4 – 5
3 – 4
2 – 3
1.5 – 2
1 – 1.5

In 2019 bereikte het vruchtbaarheidscijfer in Turkije een nieuw dieptepunt. Een vrouw kreeg gemiddeld 1,88 kinderen gedurende haar vruchtbare periode (15 tot 44 jaar), een daling vergeleken met 2,00 kinderen in 2018 (het hoogst in Europa) en 2,38 kinderen in 2001. In 1990 kreeg een vrouw gemiddeld nog 3,11 kinderen, terwijl het vruchtbaarheidscijfer in 1960 nog 6,37 kinderen per vrouw bedroeg.
In 2019 had de provincie Şanlıurfa met 3,89 kinderen per vrouw het hoogste vruchtbaarheidscijfer. Deze provincie werd opgevolgd door Şırnak (3,37 kinderen), Ağrı (3,16 kinderen) en Muş (3,15 kinderen). Daarentegen had de provincie Gümüşhane het laagste vruchtbaarheidscijfer met 1,33 kinderen, gevolgd door Edirne en Kütahya (1,34 kinderen). Over het algemeen hebben provincies met een Koerdische meerderheid een hoger geboorte- en vruchtbaarheidscijfer vergeleken met provincies die uitsluitend door etnische Turken worden bewoond (zie: bestand rechts).
Sinds 1980 is het vruchtbaarheidscijfer vooral in de Zwarte Zeeregio gedaald en met name in het westen van deze regio. Vrouwen in de Egeïsche Zeeregio en in de Marmararegio hadden van oudsher al minder kinderen vergeleken met overige regio's in Turkije.

## Etnische en linguïstische samenstelling
Er zijn geen exacte gegevens beschikbaar over de verschillende etnische groepen in Turkije. De laatste volkstellinggegevens dateren uit 1965 en sindsdien zijn er mogelijk grote veranderingen opgetreden. Al met al is duidelijk dat etnische Turken in de 21e eeuw nog steeds in de meerderheid zijn, terwijl de grootste minderheidsgroepen Koerden en Arabieren zijn. Kleinere minderheden zijn de Lazen, Armeniërs en Grieken. 
| Taal        | Volkstelling 1935 | Volkstelling 1935 | Volkstelling 1945 | Volkstelling 1945 | Volkstelling 1965 | Volkstelling 1965 |
| Taal        | Aantal            | %                 | Aantal            | %                 | Aantal            | %                 |
| ----------- | ----------------- | ----------------- | ----------------- | ----------------- | ----------------- | ----------------- |
| Turkse taal | 13.828.000        | 87,5              | 16.598.037        | 88,3              | 28.175.579        | 90,2              |
| Koerdisch   | 1.473.000         | 9,3               | 1.476.562         | 7,9               | 2.108.721         | 6,9               |
| Zazaki      | 1.473.000         | 9,3               | 1.476.562         | 7,9               | 147.707           | 0,5               |
| Arabisch    | 145.000           | 0,9               | 247.204           | 1,3               | 368.971           | 1,2               |
| Grieks      | 109.000           | 0,7               | 88.680            | 0,5               | 49.143            | 0,2               |
| Circassisch | 92.000            | 0,6               | 66.691            | 0,4               | 57.337            | 0,2               |
| Ladino      | 79.000            | 0,5               | 51.019            | 0,3               | 9.124             | 0,0               |
| Armeens     | 77.000            | 0,5               | 56.179            | 0,3               | 32.484            | 0,1               |
| Lazisch     |                   |                   | 46.987            | 0,3               | 27.715            | 0,1               |
| Georgisch   |                   |                   | 40.076            | 0,2               | 32.334            | 0,1               |
| Abaza       |                   |                   | 8.602             | 0,0               | 10.643            | 0,0               |
| Anders      |                   |                   | 110.137           | 0,6               | 157.449           | 0,5               |
| Totaal      | 15.803.000        | 15.803.000        | 18.790.174        | 18.790.174        | 31.391.207        | 31.391.207        |

## Urbanisatie
| Urbanisering van Turkije in de periode 1927-2019 | Urbanisering van Turkije in de periode 1927-2019 | Urbanisering van Turkije in de periode 1927-2019 | Urbanisering van Turkije in de periode 1927-2019 | Urbanisering van Turkije in de periode 1927-2019 | Urbanisering van Turkije in de periode 1927-2019 |
| ------------------------------------------------ | ------------------------------------------------ | ------------------------------------------------ | ------------------------------------------------ | ------------------------------------------------ | ------------------------------------------------ |
| Jaar                                             | Ruraal                                           | Urbaan                                           | Ruraal (%)                                       | Urbaan (%)                                       |                                                  |
| 1927                                             | 10.342.391                                       | 3.305.879                                        | 75,8                                             | 24,2                                             |                                                  |
| 1935                                             | 12.355.376                                       | 3.802.642                                        | 76,5                                             | 23,5                                             |                                                  |
| 1940                                             | 13.474.701                                       | 4.346.249                                        | 75,6                                             | 24,4                                             |                                                  |
| 1945                                             | 14.103.072                                       | 4.687.102                                        | 75,1                                             | 24,9                                             |                                                  |
| 1950                                             | 15.702.851                                       | 5.244.337                                        | 75,0                                             | 25,0                                             |                                                  |
| 1955                                             | 17.137.420                                       | 6.927.343                                        | 71,2                                             | 28,8                                             |                                                  |
| 1960                                             | 18.895.089                                       | 8.859.731                                        | 68,1                                             | 31,9                                             |                                                  |
| 1965                                             | 20.585.604                                       | 10.805.817                                       | 65,6                                             | 34,4                                             |                                                  |
| 1970                                             | 21.914.075                                       | 13.691.101                                       | 61,5                                             | 38,5                                             |                                                  |
| 1975                                             | 23.478.651                                       | 16.869.068                                       | 58,2                                             | 41,8                                             |                                                  |
| 1980                                             | 25.091.950                                       | 19.645.007                                       | 56,1                                             | 43,7                                             |                                                  |
| 1985                                             | 23.798.701                                       | 26.865.757                                       | 47,0                                             | 53,0                                             |                                                  |
| 1990                                             | 23.146.684                                       | 33.326.351                                       | 41,0                                             | 59,0                                             |                                                  |
| 2000                                             | 23.797.653                                       | 44.006.274                                       | 35,1                                             | 64,9                                             |                                                  |
| 2010                                             | 17.500.632                                       | 56.222.356                                       | 23,7                                             | 76,2                                             |                                                  |
| 2019                                             | 6.003.717                                        | 77.151.280                                       | 7,2                                              | 92,8                                             |                                                  |

In 1927 telde Turkije 13,6 miljoen inwoners, waarvan slechts 3,3 miljoen in steden (24%) en 10,3 miljoen in dorpen (76%). Alhoewel het aantal stedelingen in 1950 toenam tot 5,2 miljoen personen, bleef de urbanisatiegraad (bijna) onveranderd en schommelde het rond de 25%. Vanaf 1950 kwam echter een intensieve trend van urbanisatie op gang. In 1983 woonden er voor het eerst in de Turkse geschiedenis meer inwoners in steden dan op het platteland. Sinds 1983 duurt de urbanisatie voort. Steeds meer dorpen dreigen leeg te lopen, terwijl stedelijke gebieden met een hoge bevolkingsgroei te kampen hebben. 
Op 31 december 2019 woonden ruim 77 miljoen Turken in stedelijke gebieden, oftewel bijna 93% van de Turkse bevolking. Tussen 2010 en 2019 is de plattelandsbevolking bijna met twee derde deel afgenomen (van 17,5 miljoen naar 6 miljoen). De verklaring hiervoor is dat 30 van de 81 provincies de status van grootstedelijke gemeente (Turks: büyükşehir belediye) hebben krachtens wet nr. 6360, waardoor de dorpen in deze provincies sinds 2013 de status van mahalle hebben (Turks voor stadswijk).

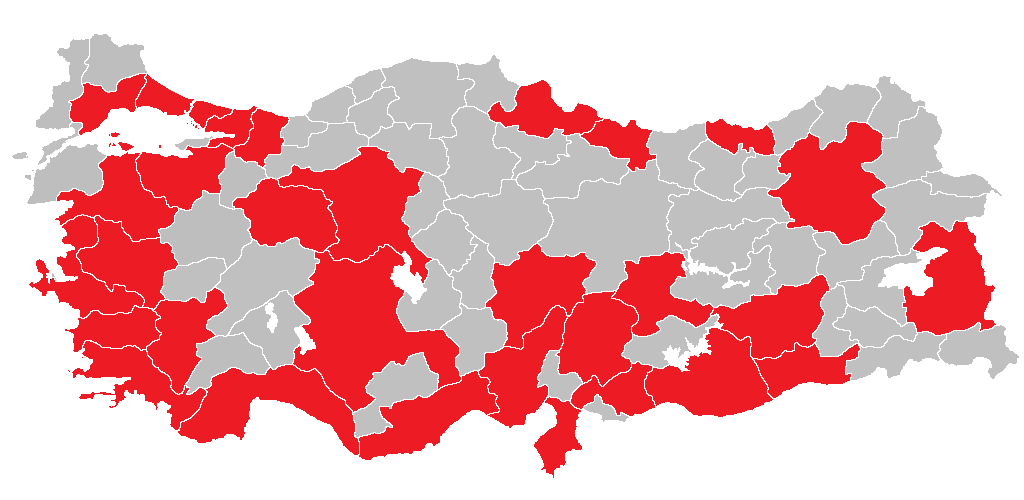
De 30 grootstedelijke gemeenten (büyükşehir belediyeler) van Turkije